# Manupl@n
Manupl@n, ou Manuplan, é um Software de Gestão da Manutenção desenvolvido inicialmente para gerir a manutenção de máquinas e equipamento industrial, gerindo os planos de manutenção preventiva, organização do  plano de trabalhos semanal, em função das atribuições feitas aos funcionários, a semanas de trabalho ou mesmo em função da parameterização de unidades de produção.

## Funcionamento
o Manupl@n permite ainda a solicitação de intervenções em tempo real pelos operadores, e a possibilidade de notificar os funcionários por SMS, agilizando desta forma o processo de comunicação recolhendo informação para construção de indicadores de desempenho dos equipamentos e  dos funcionários.
Além destas funções permite a gestão de calibrações de DMM’s (Dispositivos de Medição e Monitorização), Fornecedores de serviços, gestão e notificação de alarmes de equipamentos , etc.
A aplicação foi desenvolvida em ambiente web(PHP+MySQL).
Tendo começado por ser desenvolvido para responder apenas às necessidades de escalonamento e programação de manutenção preventiva, o permanente desenvolvimento e a adição continua de funcionalidades torna o Manupl@n numa  ferramenta desenhada à medida das necessidades da manutenção em industrias de ponta com um grande grau de desenvolvimento tecnológico.

## Módulos
E-doc - Gestão documental
Desvios e Change Control
Controlo de Entradas e saídas na Unidade Industrial
Gestão de calibrações
Gestão de consumos
21CFR part 11